# كلوز يورغنسن
كلوز يورغنسن (بالدنماركية: Claus Jørgensen)‏ هو منافس ألعاب قوى دنماركي، ولد في 15 مارس 1974.

## وصلات خارجية
- كلوز يورغنسن على موقع الاتحاد الدولي لألعاب القوى (الإنجليزية)
- كلوز يورغنسن على موقع أوليمبيديا (الإنجليزية)